# リチャード・ホフスタッター
リチャード・ホフスタッター（Richard Hofstadter、1916年8月6日 - 1970年10月24日）はアメリカ合衆国の政治史家。

## 生涯と経歴
ニューヨーク州のバッファローでユダヤ系の父とドイツ系の母の間に生まれる。1933年にバッファロー大学に入学し、哲学と歴史を専攻する。この修業時代、バッファローは大恐慌の重苦しい影響下にあり、その環境は若きホフスタッターの知的関心に寄与する。大学では青年共産主義同盟（The Young Communist League ）に入り、1936年に結婚することになる左翼の女子学生フェリス・スウェイドスに出会う。コロンビア大学で修士、博士号を取得。
1938年に「熱狂ではなく、義務感」から、アメリカ共産党に入党。1939年のソビエト社会主義共和国連邦による大ドイツ国との協定により、ホフスタッターはアメリカ共産党だけではなく、ソ連・マルクス主義全般に対する共産主義の幻滅を経験した。しかし同時に資本主義に対する嫌悪は、生涯に渡って保ち続けられる。
ブルックリン大学・ニューヨーク市大学・メアリーランド大学の教授職を歴任し、母校コロンビア大学ではアメリカ史を担当した。1956年に『改革の時代』で、1963年に『アメリカの反知性主義』でピュリッツァー賞を受賞する。その晩年には18世紀中葉から現代に至るアメリカ史三巻を、18年かけて書くことを計画していたが、ホフスタッターが白血病で急逝したことにより、幻の大作となった。

## 史学の特徴
ホフスタッターの方法は、アメリカ歴史学における与論解釈（Consensus-approach）の最初の例として紹介されることがある。対照としてわかりやすいのは、当時アメリカの進歩的で急進的な歴史解釈として定着しつつあった、政治現象を経済的利害によって動機づけるやり方である。チャールズ・ビアードの『合衆国憲法の経済学的解釈（An Economic Interpretation of the Constitution of the United States, 1913）』に代表されるような、マルクスの唯物史観からドイツ哲学の背景を抜き去った単純な歴史理解にホフスタッターは反対していた。たとえば彼は南北戦争の原因として、産業基盤の相違よりは奴隷解放論者たちの宗教観を強調し、さらに北西部に「黒人恐怖」が行き渡っていたという逆説的な状況も忘れずに書く。ホフスタッターは、一人の人間に矛盾した動機が共存するように、民主主義の伝統をもつアメリカ史を動かしたといえる「与論」は対立する諸動機によって形成されたと考えた。しかし多数派の「与論」からは斥けられた主張は、忘れ去られるのでなければ「与論」に反逆して、マッカーシズムのような暴力・言論弾圧のような病理として現れる。後年のホフスタッターは与論史学（Consensus-History）の限界を感じ、アメリカ史を新しい方法で見直そうとしていたと考えられる。その一部が1970年の論文「American Violence」や未完のアメリカ史において発表された。
研究テーマは限定され散漫であり、壮大で一貫した展望をもたないホフスタッターの最大の貢献は、「アメリカ史の複雑さを再発見したこと」である。彼は古文書・古典ではなく、当時一般の読書界に流通した出版物を扱い、歴史上の行為者へ感情移入しようとする。その長所や魅力は伝記の分野で発揮された。現代アメリカに対する分析は、政治家のみならず知識人・右翼の心理にまでおよび、今でも重要性を失わない。

## 著作

### 単著
- Social Darwinism in American Thought, 1860-1915, (University of Pennsylvania Press, 1944).

後藤昭次訳『アメリカの社会進化思想』（研究社出版, 1973年）
- The American Political Tradition and the Men Who Made It, (Knopf, 1948).

田口富久治・泉昌一訳『アメリカの政治的伝統――その形成者たち（1-2）』（岩波書店, 1959年／岩波モダンクラシックス, 2008年）
- Academic Freedom in the Age of the College, (Columbia University Press, 1955).

井門富二夫・藤田文子訳『カレッジの時代』（東京大学出版会, 1980年）
- The Age of Reform: from Bryan to F.D.R., (Vintage Books, 1955).

斎藤眞ほか訳『アメリカ現代史――改革の時代』（みすず書房, 1967年）
清水知久ほか訳『改革の時代――農民神話からニューディールへ』（みすず書房, 1988年）
- Anti-Intellectualism in American Life, (Knopf, 1963).

田村哲夫訳『アメリカの反知性主義』（みすず書房, 2003年）
- The Paranoid Style in American Politics: and Other Essays, (Knopf, 1965).
- The Progressive Historians: Turner, Beard, Parrington, (Knopf, 1968).
- The Idea of a Party System: the Rise of Legitimate Opposition in the United States, 1780-1840, (University of California Press, 1969).
- America at 1750: A Social Portrait, (Knopf, 1971).

### 共著
- The Development and Scope of Higher Education in United States, with C. DeWitt Hardy, (Columbia University Press, 1952).
- The Development of Academic Freedom in the United States, with Walter P. Metzger, (Columbia University Press, 1955).
- The United States: the History of a Republic, with William Miller and Daniel Aaron, (Prentice-Hall, 1957).
- The Structure of American History, with William Miller and Daniel Aaron, (Prentice-Hall, 1964).
- A People and a Nation, with Clarence L. Ver Steeg, (Harper & Row, 1971).

### 編著
- Great Issues in American History: A Documentary Record, 2 vols., (Vintage Books, 1958).
- The Progressive Movement, 1900-1915, (Prentice-Hall, 1963).

### 共編著
- American Higher Education: A Documentary History, 2 vols., co-edited with Wilson Smith, (University of Chicago Press, 1961).
- Turner and the Sociology of the Frontier, co-edited with Seymour Martin Lipset, (Basic Books, 1968).
- American Violence: A Documentary History, co-edited with Micheael Wallace, (Vintage Books, 1970).

## 参考
- A・ケイジン『ニューヨークのユダヤ人たち』岩波書店　1987年　ISBN 4000047957　ISBN 4000047965
- Jack Pole, "Richard Hofstadter," in Robert Allen Rutland, ed. "Clio's Favorites: Leading Historians of the United States, 1945-2000" U of Missouri Press. 2000年
- Dane S. Claussen, Anti-Intellectualism in American Media," New York: Peter Lang Publishing 2004年
- David S. Brown. Richard Hofstadter: An Intellectual Biography 2006年